# شهرک جدید علی‌آباد
شهرک جدید علی‌آباد، روستایی در دهستان رودبار بخش مرکزی شهرستان رودبار جنوب در استان کرمان ایران است.

## جمعیت
بر پایه سرشماری عمومی نفوس و مسکن در سال ۱۳۹۵، جمعیت این روستا برابر با ۳۷۶ نفر (۱۰۷ خانوار) بوده‌است.